# أييوس كونستانتينوس (فثيوتيس)
أييوس كونستانتينوس (Άγιος Κωνσταντίνος) هي مدينة في فثيوتيس في مقاطعة كينتريكي إلادا في اليونان.
يبلغ عدد سكانها حوالي 2422   نسمة.